# 塞雷亚克
塞雷亚克（法語：Séreilhac，法語發音：[seʁɛjak]）是法国新阿基坦大区上维埃纳省的一个市镇，位于该省西南部，属于利摩日区。

## 地理
塞雷亚克（45°46'9"N, 1°4'55"E）面积38.63 平方千米，位于法国新阿基坦大区上维埃纳省，该省份为法国中西部省份，北起顺时针与安德尔省、克勒兹省、科雷兹省、多爾多涅省、夏朗德省和维埃纳省接壤。
与塞雷亚克接壤的市镇（或旧市镇、城区）包括：维埃纳河畔艾克斯、科尼亚克拉福雷、弗拉维尼亚克、戈尔、帕雅斯、戈尔河畔圣洛朗、旧圣马丹、圣普列斯特-苏赛克斯。

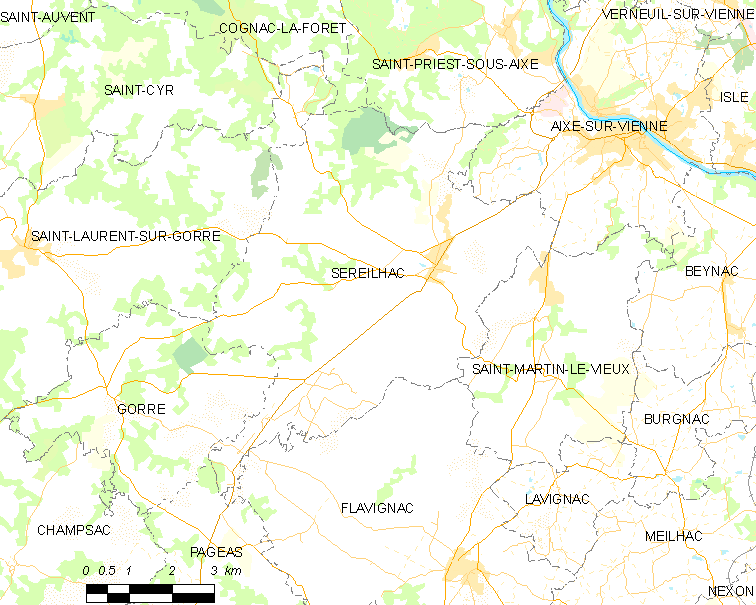
塞雷亚克的OSM定位图

塞雷亚克的时区为UTC+01:00、UTC+02:00（夏令时）。

## 行政
塞雷亚克的邮政编码为87620，INSEE市镇编码为87191。

## 政治
塞雷亚克所属的省级选区为维埃纳河畔艾克斯县。

## 人口

1962-2008年间塞雷亚克人口变化图示

塞雷亚克于2022年1月1日时的人口数量为2045人。